# John Benjamin Hickey
John Benjamin Hickey, född 1963, är en amerikansk skådespelare.
2011 vann han en Tony Award för huvudrollen i pjäsen The Normal Heart.

## Filmografi (i urval)
- 1994 – Only You
- 1999 – I samlarens spår
- 2003 – En svärfar för mycket (TV-serie)
- 2005 – Flightplan
- 2006 – Flags of Our Fathers
- 2007 – Freedom Writers
- 2007 – Then She Found Me
- 2009 – Transformers: De besegrades hämnd
- 2010 – The Big C (TV-serie)
- 2014 – Manhattan (TV-serie)
- 2015 – Truth
- 2021 – In Treatment (TV-serie)
- 2024 – Salem's Lot